# Luigi Anelli (patriota)
Luigi Anelli (Lodi, 7 gennaio 1813 – Milano, 19 gennaio 1890) è stato uno storico, politico e patriota italiano.

## Biografia
Ordinato sacerdote nel 1835, fu bibliotecario dell'allora Libreria Comunale Carolina e poi docente al liceo di Lodi.
Fu membro del governo provvisorio della Lombardia e rappresentante di Lodi e Crema. Il 6 agosto 1848 fuggì a Nizza. Tornato in patria nel 1859, fu eletto deputato del Regno di Sardegna per Lodi nel 1860, ma si inimicò gli elettori per aver criticato l'opera di Cavour e la cessione di Nizza alla Francia.
Pubblicò vari volumi polemici sulla storia italiana e quella della Chiesa che lo portarono in conflitto con le autorità ecclesiastiche. I suoi studi furono probabilmente influenzati dalla possibile vicinanza a Enrico Caporali, filosofo metodista, che lo definì un «alto pensatore, ristoratore della filosofia italiana e miracolo di erudizione».
Tornò dunque a Nizza, per poi stabilirsi definitivamente a Milano nel 1872.

## Opere
- Storia d'Italia dal 1814 al 1850, Torino, 1856.
- Storia della Chiesa per un vecchio cattolico italiano, Milano, Treves, 1873.
- La morale ai giovani ossia l'uomo educato alla virtu, Milano, Giacomo Agnelli, 1877.
- Giovanni Moriggia, Treviglio, Tip. Messaggi, 1879.
- Verità e amore : considerazioni filosofiche e morali, Milano, F. Vallardi, 1883.
- I riformatori del secolo XVI, Milano, Ulrico Hoepli, 1891.
- I sedici anni del governo dei moderati (1860-76), A. Ghisleri, 1929.